# Louis-Augustin Auguin
Louis-Augustin Augin, nacido el 29 de mayo de 1824 en Rochefort y muerto el 30 de julio de 1903 en Burdeos, fue un pintor francés. Este reconocido paisajista, que también fue pintor de marinas, se consagró como el líder de la escuela paisajista de Saintonge.

## Biografía

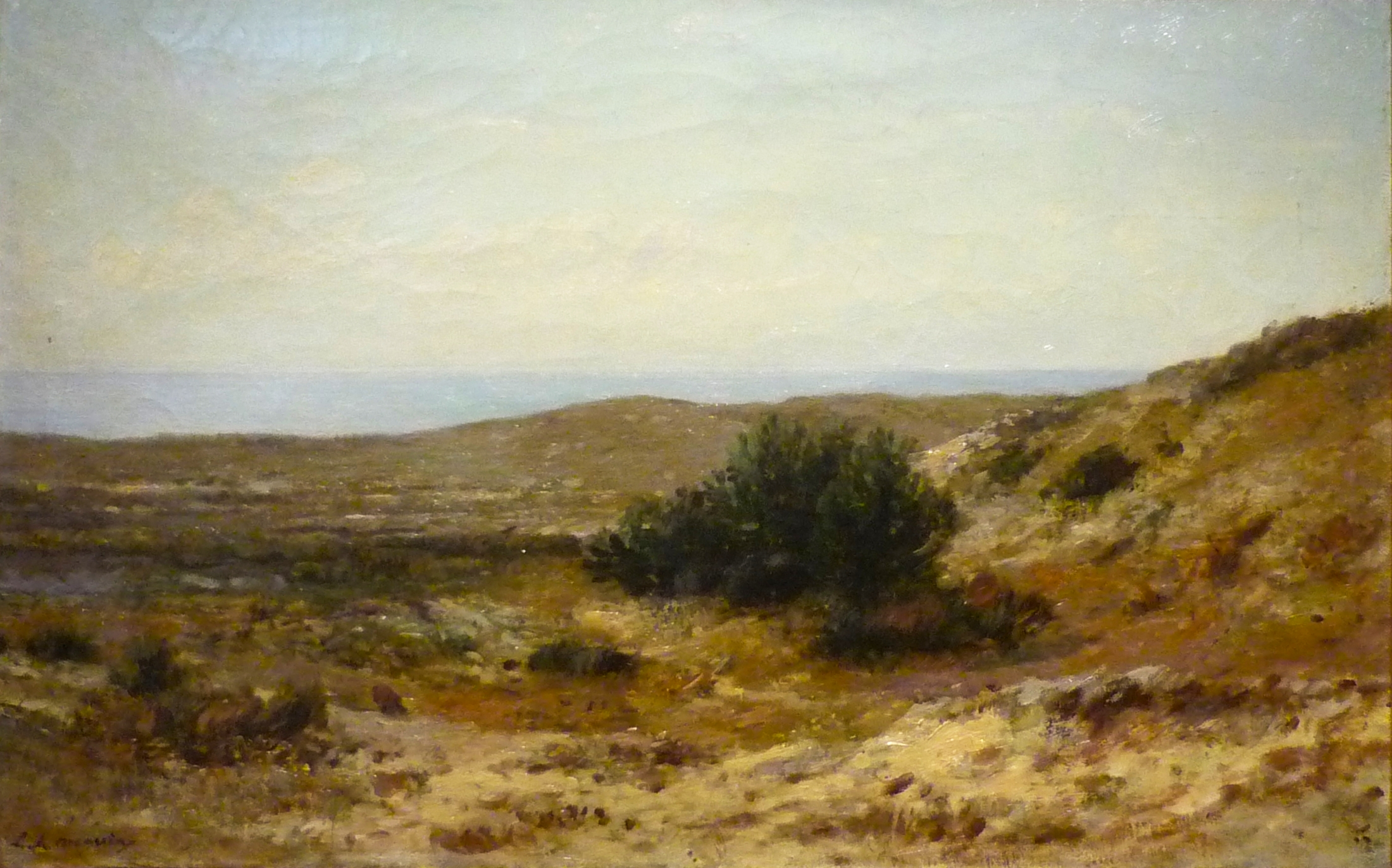
Montalivet (1883)
por Louis-Augustin Augin
(Museo de Arte e Historia de Cognac).

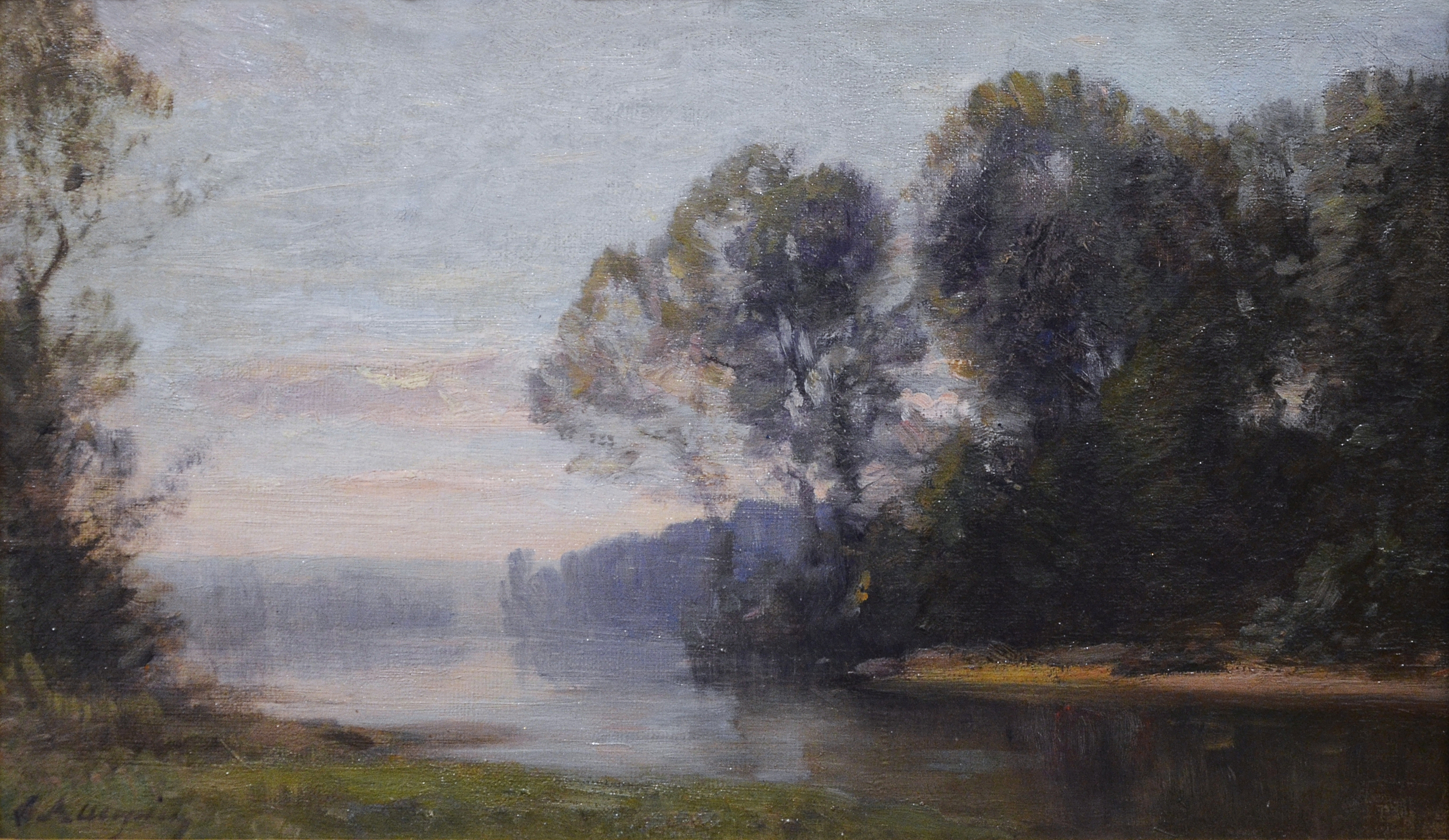
L.A.Auguin - Étang de Soustons

Hijo y sobrino de pintores de los que primero fue discípulo, después estudió en París de 1842 a 1849 con Jules Coignet y Camille Corot, miembros de la escuela de Barbizon.
Al regresar a Rochefort después de la Revolución de junio de 1848, dio lecciones de dibujo y pintura y perfeccionó su talento como paisajista. Su arte estaba influenciado por el estilo naturalista de Corot y de Gustave Courbet, quienes se permanecieron en Saintes en el periodo 1862-1863. En compañía de otro pintor regionalista amigo de Auguin, Hippolyte Pradelles, los cuatro formaron entonces un efímero estudio al aire libre llamado Grupo de Port Berteau a partir del nombre del bonito sitio a orillas del Charente (en la ciudad de Bussac-sur-Charente) adoptado para sus sesiones de pintura conjuntas. Durante esta estancia, Courbet realizó un retrato de Auguin que actualmente se conserva en el Musée d'Ornans. La culminación de la fructífera convergencia entre los cuatro artistas fue una exposición colectiva que reunió 170 obras y se presentó al público el 15 de enero de 1863 en el Ayuntamiento de Saintes. 
Hace unos años se dedicó una retrospectiva a la actividad del cuarteto con la exposición Alrededor de Courbet en Saintonge - Courbet, Corot, Auguin, Pradelles, presentada desde el 9 de junio al 16 de septiembre de 2007 en el Musée de l'Échevinage de Saintes.
En 1863, Augin (imitado por Pradelles) trasladó su estudio a Burdeos. Allí expuso sus obras con éxito en el Salon de la Société des Amis des Arts de Bordeaux desde 1857 hasta su muerte, y abrió una escuela de pintura que acogió a muchos estudiantes. Se convirtió en miembro de la Academia de Ciencias, Bellas Letras y Artes de Burdeos. En la escena parisina el artista fue admitido en el Salón de la Sociedad Nacional de Bellas Artes en 1846 y después expuso allí regularmente. Obtuvo una 3ª medalla en 1880, luego una 2ª medalla en 1884. También es premiado en la Exposición Universal de 1873 en Viena y obtiene una 3ª medalla con motivo de la Exposición Universal de 1889 en París. En reconocimiento oficial a sus méritos artísticos, Louis-Augustin Augin fue condecorado con la Legión de Honor el 3 de abril de 1894 bajo el epígrafe de instrucción pública.
Murió en 1903 en Burdeos en oscuras circunstancias. Su cuerpo está enterrado en el antiguo cementerio de Mirail de Burdeos.
Una exposición homenaje dedicada a su obra se presentó en el Museo Municipal de Rochefort-sur-Mer en 1974 con motivo del centenario de su nacimiento.

## Las obras de Louis-Augustin Augin en colecciones públicas francesas
Están principalmente en manos de los museos de su región de elección. Le soir dans les pins (1867) fue adquirida por el Musée de Rochefort. Les Bords du Thaurion (1868) fue donado por el Estado al Museo de Bellas Artes de La Rochelle. L'Antenne vers Richemont (1873), rica en colores profundos, y Une soiree en Saintonge (1888) adornan el Museo de Arte e Historia de Cognac. El arroyo Roche-Courbon (1870), La mañana en las dunas de Labenne (Landas) (1883) y Montalivet (1883) pertenecen al Musée de l'Échevinage de Saintes. Las colecciones del Museo de Bellas Artes de Burdeos son las más ricamente dotadas con cuatro lienzos : Rayon d'automne - Recuerdo del parque de Cognac (1873), Paisaje de las Landas (1874), Un día de verano en la Grande-Côte (pintura con medalla en el Salón de 1884) y La pointe de Graves.
Otras instituciones francesas también conservan obras de Augin: Una tarde en el valle (1872) ha sido depositada por el Estado en el Museo de Aix-en-Provence. Las grandes xilografías de Fenioux (1874) fueron adquiridas por el Museo de Bellas Artes de Reims. Dans Le Vallon (Saintonge) (1879) forma parte del catálogo del Musée des beaux-arts de Pau. El Museo de Bellas Artes de Rouen exhibe una pintura de La Garenne de Bussac, adquirida por la ciudad en el Salón de 1876. Finalmente, un dibujo de las Dunas de Montalivet a lo largo del mar, adquirido por el estado en el Salón de 1883, está depositado en el Departamento de Artes Gráficas del Museo del Louvre.